# Курцы (река)
Курцы́ (Курча́; укр. Курци, крымскотат. Qurçı, Къурчы) — река в Крыму, левый приток Салгира, длиной около 7,8 километра, с площадью бассейна 17,8 км.
Истоком реки принято считать безымянный родник в урочище Скалка (название неофициальное), на высоте 374 м. Течёт на северо-восток, образуя небольшую долину, края которой в верхней части сложены альбитовыми диабазами (ранее добывавшимися в промышленных масштабах жителями окрестных сёл). Из 5 безымянных притоков реки более-менее значителен один правый, на котором устроен Писарский пруд. В долине Курцы лежат 3 села: Константиновка, Украинка и Петропавловка, река впадает в образованный её балкой залив Симферопольского водохранилища у западной окраины села Лозовое, в 190 км от устья Салгира. Водоохранная зона реки установлена в 50 м.

## Название
Ни на одной известной современной карте река не подписана, в справочной литературе употребляются варианты «река Курцы» и «балка Курцы». Само название происходит от прежнего названия села Украинка — Курцы, которое первоначально, по крымскотатарски звучало, как Qurçı — Курчи, что отражено, как Курча на карте генерал-майора Мухина 1817 года, применительно к селению и реке. Топоним Курчи, в одном из вариантов, трактуется, как родоплеменное имя.